# Free (Bonfire)
Free è il nono album in studio del gruppo musicale tedesco Bonfire, pubblicato nel 2003.

## Tracce
1. On and On... – 4:06
2. I Would Do Anything 4 U – 4:18
3. What About Love? – 5:03
4. Rock 'N' Roll Star (Born to Rock) – 3:58
5. Free – 6:14
6. Preachers & Whores – 4:45
7. Love CCA – 4:49
8. Give a Little – 4:29
9. September On My Mind – 4:40
10. Friends – 12:48

## Formazione
- Claus Lessmann - voce, chitarra
- Hans Ziller - chitarre, effetti
- Uwe Köhler - basso
- Jürgen Wiehler - batteria, percussioni